# SLS 라스베이거스

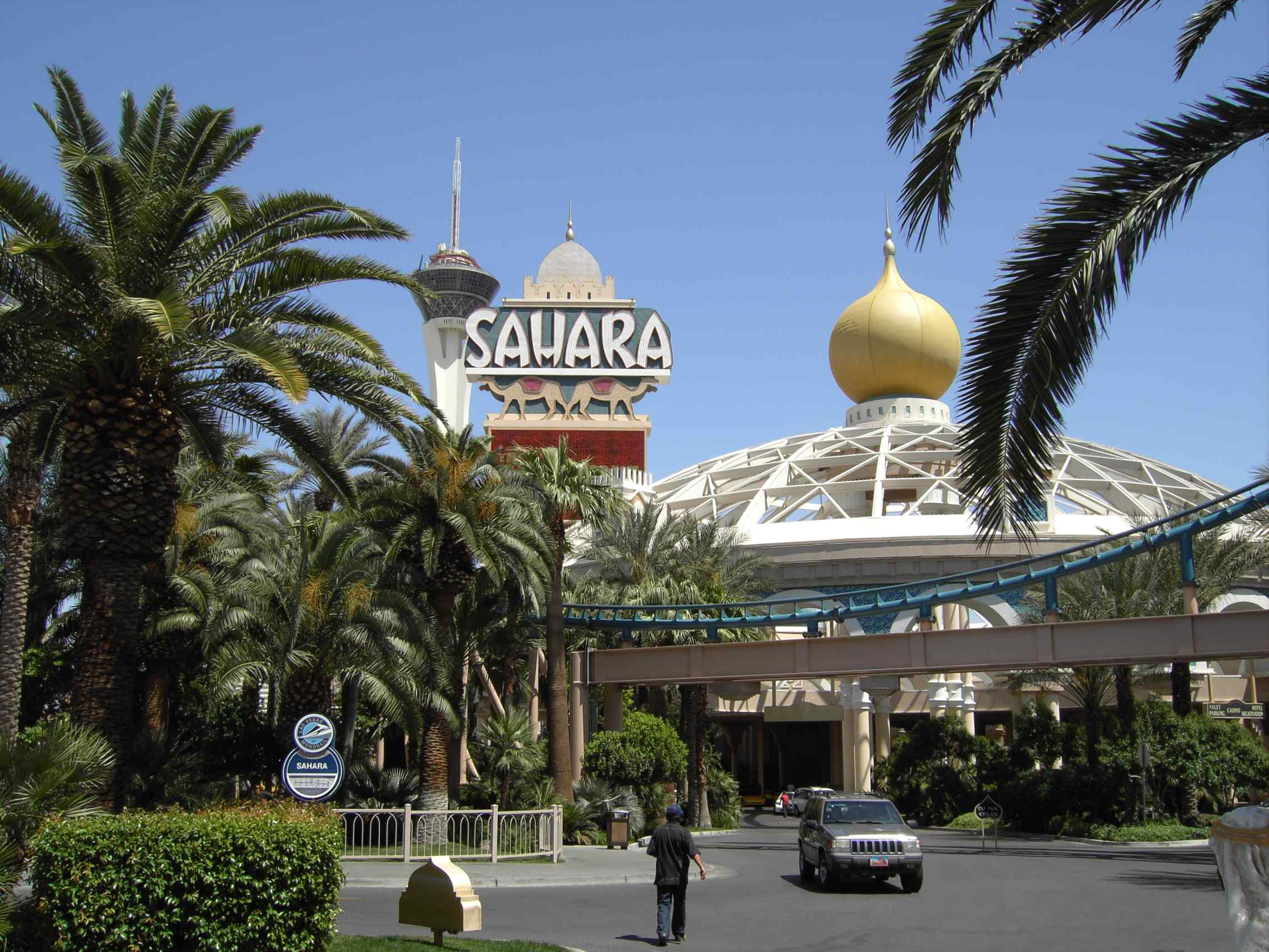

SLS 라스베이거스(SLS Las Vegas)는 미국 네바다주 윈체스터에 있는 호텔, 카지노이다. 1952년 10월 7일 문을 열고, 2011년 5월 16일 닫은 사하라 호텔 앤드 카지노(Sahara Hotel and Casino)를 리모델링하여 2014년 8월 23일 새로 문을 연 것이다.